# Eternità (brano musicale)
Eternità è un brano musicale composto da Giancarlo Bigazzi e Claudio Cavallaro presentato alla 20ª edizione del Festival di Sanremo nel 1970 da I Camaleonti e da Ornella Vanoni e si classificò 4. Il brano è stato interpretato e pubblicato dai Camaleonti, nello stesso anno, per l'etichetta discografica CBS come 45 giri, Eternità/Bella che balli. Nel 1971 fu inserito come traccia dell'album Appuntamento con Ornella Vanoni. Del brano esiste anche una versione per il mercato sudamericano in lingua spagnola inciso sempre nel 1970 da Gabriella Ferri col titolo Eternidad.

## Le due versioni
- Testi e musiche di Giancarlo Bigazzi e Claudio Cavallaro.

Eternità - 3:23
- Camaleonti, Arr.: Camaleonti

Eternità - 3:38
- Ornella Vanoni, Arr.: Ninni Carucci

## Altre versioni
- Gabriella Ferri vers. spagnola Eternidad 1970.
- Ornella Vanoni con i Pooh - arr.:Celso Valli
- Diodato